# Pia Degermark
Pia Charlotte Caminneci Degermark, mais conhecida como Pia Degermark (Estocolmo, 24 de agosto de 1949) é uma atriz sueca.
Em 1967, ela recebeu o prêmio de melhor atriz no Festival de Cannes por seu trabalho em Elvira Madigan.